# Xã Marion, Quận Marion, Ohio
Xã Marion (tiếng Anh: Marion Township) là một xã thuộc quận Marion, tiểu bang Ohio, Hoa Kỳ. Năm 2010, dân số của xã này là 44.749 người.